# Винные деньги Якутии
«Винные» деньги Якутии — винные этикетки, игравшие в Якутии после Октябрьской революции роль денег. Выпускались в 1919—1921 годах будущим наркомом финансов республики Алексеем Семёновым.

## История
О «винных» деньгах стало известно благодаря Максиму Горькому и Лазарю Розенбергу. Горький написал в 1929 году очерк «О единице» посвященный его знакомому Алексею Семёнову, якутскому исследователю и просветителю. Ниже приведен отрывок из произведения Горького:

«Из всех бумажных денег, которые пускались в оборот на безграничном пространстве Союза Советов, самые оригинальные деньги выпустил Алексей: он взял разноцветные этикетки для бутылок вина, своей рукой написал на „Мадере“ — 1 р., на „Кагоре“ — 3 р., „Портвейн“ — 10 р., „Херес“ — 25 р., приложил печать Наркомфина, и якуты, тунгусы очень хорошо принимали эти деньги, как заработную плату и как цену продуктов. Когда Советская власть погасила эти своеобразные квитанции, Семенов прислал мне образцы их»— https://termoflexug.ru/article/etiketki-vinnye-dengi
В 1960 году рассказ Горького был впервые опубликован в журнале «Новый мир». Розенберг прочел его, а в 1964 году опубликовал несколько своих заметок посвященных истории этих денег.
В дореволюционной России вино часто разливалось в бутылки без этикеток, а этикетки давались покупателю отдельно, как свидетельство качества напитка. Семенов нашел на одном местном складе большой запас этикеток для винных бутылок, 90 % населения Якутии тех времен была безграмотна, поэтому найденные этикетки с яркими и хорошо различимыми рисунками хорошо подошли на роль денег.
По словам Е. П. Угловской, воспитывавшейся в семье Семёнова, винные деньги выпускались в конце 1918 — начале 1919 годов. Подлинность знаков удостоверялась почерком Семенова, его росписью и печатью. После выпуска якутских дензнаков 1922 года винные деньги были погашены. Розенберг обнаружил в архиве Горького три боны номиналами 1, 10 и 25 рублей (с номерами 7, 8 и 216 соответственно).

### 1 рубль
Знак изготовлен из этикетки вина мадера. На обороте черная рукописная надпись «Квитанция № . Предъявитель имеет получить от Якутского т-ва розничной торговли один рубль». В правом углу номинал «1 р.». Внизу подпись «Уполномоченный Т-ва А. Семёнов», слева внизу фиолетовая круглая печать «А. А. Семёнов» и фиолетовый штемпель «Алексей Алексеевич Семёнов»

### 10 рублей
Знак изготовлен из этикетки вина кагор. На обороте надпись аналогичная знаку в 1 рубль, но с другим номиналом.

### 25 рублей
Знак изготовлен из этикетки вина портвейн. Надпись на обороте аналогична знаку в 1 рубль, но с номиналом 25 р.